# Eparchie volgogradská
Eparchie Volgograd je eparchie ruské pravoslavné církve nacházející se v Rusku.

## Území a titul biskupa
Zahrnuje správní hranice území Volgogradské oblasti.
Eparchiálnímu biskupovi náleží titul biskup volgogradský a kamyšinský.

## Historie
Dne 4. října 1918 bylo Svatým synodem rozhodnuto že vikář saratovské eparchie Damian (Govorov) se stane biskupem caricynským (Caricyn – starší název Volgogradu). Titul saratovského biskupa ze změnil z biskup saratovský a carinský na biskup saratovský a petrovský. Koncem roku 1919 opustil město a odešel na Krym, poté přes Konstantinopol se dostal do Bulharska, kde 19. dubna 1936 zemřel v hodnosti arcibiskupa caricynského.
V roce 1918 byla pod tlakem úřadů uzavřena okresní duchovní škola v Kamyšinu, roku 1920 Usť-Medvědická duchovní škola a 9. října 1922 byly zlikvidovány všechny monastýry.
Zmatek v církevním životu města zavedl Sergej Michajlovič Trufanov (mnišským jménem Iliodor), který se roku 1921 vrátil do Caricynu. Vytvořil náboženskou komunitu, prohlásil se za patriarchu celé Rusi, uznal správnost učení a politiky Bolševiků a prohlásil že jeho osobní názory se jen z mála liší od názorů komunistů. Roku 1922 uprchl do zahraničí.
V červnu 1922 skupina caricynských duchovních renovacionistů, podporována místními úřady oznámila vytvoření Dočasné církevní správy caricynské eparchie. Její hlavou se stal biskup Modest (Nikitin). Správa spoléhajíc se na podporu sovětských úřadů, zahájila kampaň za diskreditaci biskupa Nifonta (Fomina) a požadovala jeho odstranění z Caricynu. V létě 1922 byl biskup Nifont obviněn z úmyslného ukrývání církevních cenností a zatčen. Dne 10. dubna 1923 ho soud odsoudil k vězení.
V caricynské (od roku 1925 Stalingradské) eparchii ve 20. a 30. letech 20. století současně existovaly farnosti ruské pravoslavné církve a farnosti různých renovacionistických skupin. Roku 1925 bylo ve stalingradské eparchii ruské pravoslavné církve 35 farností a 360 farností v rukou renovacionistů. V budoucnu úřady prováděly cílenou politiku zavírání chrámů. Dne 1. ledna 1940 bylo v rámci Stalingradské oblasti uzavřeno asi 580 chrámů.
V podmínkách masivního uzavírání chrámů se bohoslužby ve stalingradských chrámech na příkaz arcibiskupa Petra (Sokolova) (1930-1935) konaly nepřetržitě, aby se jich mohli zúčastnit všichni věřící. Kněží směli vykonávat bohoslužby v soukromých bytech.
Ve 30. letech 20. století bylo zatýkání duchovních a věřících na základě obvinění z protisovětských aktivit, terorismu a špionáže pro cizí státy stále častější. Od roku 1937 nebyl biskupských stolec v Stalingradu obsazen. Dne 8. července 1943 byla správa eparchie svěřena arcibiskupovi saratovskému Grigoriju (Čukovovy), jeho titul byl změněn na arcibiskup saratovský a stalingradský.
Od 26. června 1944 byly farnosti stalingradské oblasti svěřeny astrachaňskému arcibiskupovi Filipovi (Stavickému). Jeho titul byl změněn na arcibiskup astrachaňský a stalingradský.
K 1. lednu 1947 fungovalo ve Stalingradské oblasti 40 chrámů a modliteben.
Koncem 50. let 20. století začala nová perzekuce proti církvi. Byla zničena řada chrámů a zredukován počet farností. Dne 15. července 1959 byla stalingradská eparchie připojena k saratovské eparchii, která dostala název Saratov a Stalingrad.
Dne 31. ledna 1991 byla Svatým synodem oddělením ze saratovské eparchie obnovena volgogradská eparchie.
Dne 15. března 2012 Svatý synod rozhodl o vytvoření kalačovské a urjupinské eparchie a to z částí území volgogradské eparchie. Tyto eparchie se stali součástí nově vytvořené volgogradské metropole.

## Seznam biskupů
- 1918–1920 Damian (Govorov)
- 1923–1924 Trofim (Jakobčuk)
- 1924–1925 Tichon (Rusinov), dočasný administrátor
- 1927–1930 Arsenij (Smoleněc)
- 1930–1930 Dimitrij (Dobrosjerdov), svatořečený mučedník
- 1930–1930 Feodosij (Vaščinskij)
- 1930–1935 Petr (Sokolov)
- 1935–1937 Antonij (Romanovskij)
- 1937–1938 Filipp (Pěrov)
  - 1938–1943 neobsazena
- 1943–1944 Grigorij (Čukov)
- 1953–1954 Gurij (Jegorov)
- 1991–2018 German (Timofejev)
- od 2018 Feodor (Kazanov)